# فرد ولكوت
فرد ولكوت (بالإنجليزية: Fred Wolcott)‏ هو شخصية أعمال أمريكي، ولد في 28 نوفمبر 1915 في سنايدر في الولايات المتحدة، وتوفي في 26 يناير 1972.

## روابط خارجية
- فرد ولكوت على موقع الاتحاد الأمريكي لسباقات المضمار والميدان (الإنجليزية)
- فرد ولكوت على موقع الاتحاد الأمريكي لسباقات المضمار والميدان، قاعة المشاهير (الإنجليزية)